# 화순 능주 삼충각
화순 능주 삼충각(和順 綾州 三忠閣)은 대한민국 전라남도 화순군 능주면 잠정리에 있는 누각이다. 1984년 2월 29일 전라남도의 문화재자료 제58호 '잠정리충신각'으로 지정되었다가, 1985년 2월 25일 전라남도의 기념물 제77호로 재지정되었다.

## 개요
임진왜란 때 의병장으로 활약한 최경회(1532∼1593)와 문홍헌, 을묘왜변 때 순국한 조현 등 3분의 충신을 추모하기 위해 세운 누각이다.
최경회는 선조 원년(1567)에 문과에 급제하고 영해군수를 지냈는데, 상(喪)을 당해 고향인 전라남도 화순에 내려와 있을 때 임진왜란이 일어났다. 그는 형들과 고을 사람들을 규합하여 의병을 모집하였고, 탁월한 용병술과 용장으로 진주 1차 싸움을 승리로 이끌었으며 공로가 인정되어 경상우병사로 임명되었다. 그러나 선조 26년(1593) 왜군이 다시 공격해오자 이를 막지 못하고 9일만에 진주성이 함락되자 문홍헌과 함께 남강에 투신하였다.
조현은 무과에 급제하고 명종 10년(1555) 을묘왜변 때 절제사로 있으면서 전라남도 해남지방에 침입한 왜구들을 막기 위해 싸웠으나 절변산전투에서 전사하였다.
위 3인의 애국충절을 추모하기 위해 숙종 11년(1685) 능주 향교의 유림들이 절벽 위에 3동의 건물을 세우고 삼충각이라 하고, 앞에 흐르는 능주천을 충신강이라 부르고 있다.

## 설명
삼충각은 선조26년(1593) 진주성 제2차 혈전에서 왜적과 싸우다가 순국한 최경회(1532~1593)선생과 문홍헌(1539~1593) 그리고 명종 10년(1555) 을묘왜변으로 해남 달량포에서 전사한 조현 등 3인의 충절을 표창하기 위하여 명정된 것을 숙종 11년 (1685)에 관민에 의하여 건립된 3동의 정려건물이다. 전면을 향하여 좌측건물이 최경회 선생의 정려이며 가운데가 조현의 정려, 오른쪽이 문홍헌의 정려이다.
정려란 본래 충신, 효자, 열녀들이 살던 동네에 정문을 세워 표창하는 일을 말하는데 오늘날 대개 본 삼충각과 같이 각(閣)으로 존재하고 있다. 정려는 신라때부터 발생하여 고려에 들어와서 적지 않게 건립되었으며 조선시대에는 유교적인 지배윤리를 확립하기 위해 정책적으로 전국에 상당수의 정려건립이 이루어졌다.

## 배향 인물
최경회(崔慶會)는 중종 27년(1532) 화순현에서 출생한 조선의 문신으로 명종 16년(1561) 진사가 되고, 선조1년(1567) 식년문과에 급제하고, 영해군수 등을 지낸 뒤에 1592년 임진왜란 때 의병을 규합 전라우의병장이 되어 금산·무주·창원·성주 등지에서 왜병을 격퇴 전공을 세웠다. 그 공으로 경상우도 병마절도사에 승진하여 제2차 진주성 싸움에 참가, 창의사 김천일과 함께 9주야(晝夜)를 싸우다가 성이 함락되자 남강에 투신 순절하였다. 때는 선조 26년(1593)이었다.
문홍헌(文弘獻)은 중종 34년(1539) 능성현에서 출생한 조선의 문인이다. 1592년 임진왜란때 진사로서 초토사(招討使) 고경명을 따라 싸우다 금산에서 패하자, 병마절도사 최경회의 막하에서 진주성에 집결한 의병과 합류, 교전 끝에 성이 함락되자 최경회와 함께 남강에 투신 순절하였다.
조현(曺顯)은 능성현에서 출생한 조선의 무관으로 명종 10년(1555) 을묘왜란때 가리포첨절제사로서 영암(현 해남)달량포에 침입한 적을 맞아 싸우다 전사하였다. 병조참의에 추증되고 능주의 포충사(褒忠祠)에 제향되었다.

## 건축현황
능주 삼충각은 지석강 상류 천변의 높은 절벽위에 3동으로 건립되어 있다. 보통 3인을 동시에 정려할 때 단일 건물을 3칸 규모로 하는 이 지역 정려각과 크게 구별된다. 높은 언덕 위에 있는 관계로 주변에서 쉽게 식별되며 바로 아래에 도로가 개설되어 접근이 용이하다.
3동 모두는 거의 비슷한 구조의 정면 1칸, 측면 1칸의 맞배집이다. 내부에는 비(碑)없이 정려현판만 걸려 있다. 건물 4면에는 모두 홍살이 꽂혀져 있는데 이는 정려각 등 비각건물의 특징이다. 홍살은 보통 경건과 함께 구별된 곳을 뜻하는 상징적인 장식부재이다.
구조는 막돌초석위에 두리기둥을 세우고 창방을 걸은 3량가이며 공포는 중앙의 정각만 초익공식으로 하였고 나머지는 2익공식으로 꾸몄다. 3동 모두 처마 높이가 120~160cm 정도로 매우 낮고 건물 또한 간결하다.

## 찾아 오는 길
광주에서 너릿재터널을 지나 화순읍까지(국도22·29호선) 온 후 화순 중앙병원 사거리에서 우회전하여 국도 제29호선을 따라 능주면 소재지입구에 온 후 외곽도로를 따라 좌회전하여 철도를 건넌 후 곧장 우회전하여 1km 못미쳐 우측으로 삼충각건물이 바위 벼랑 위에 있다.
⇒ 광주-(12km)-화순-(10km)-능주-(1.5km)-철도건널목-(500m)-삼충각

## 참고 자료
- 화순능주삼충각 - 국가유산청 국가유산포털